# Teatre d'Òpera i Ballet Acadèmic Estatal de l'Azerbaidjan
El Teatre d'Òpera i Ballet Acadèmic Estatal de l'Azerbaidjan (àzeri: Axundov Adina Azərbaycan Dövlət Akademik Opera və Ballet Teatrı) és un teatre d'òpera a Bakú, Azerbaidjan. Va ser construït el 1911. El teatre va ser construït a petició de l'empresari milionari Daniel Mailov i finançat pel magnat multimilionari azeri Zeynalabdin Taghiyev. Segons una llegenda urbana, Mailov i el seu germà no van ser convidats al ball d'inauguració de la casa d'un famós cantant d'òpera de Bakú la nova casa (ara la seu de SOCAR) va ser una de les peces més destacades de l'arquitectura de la ciutat .
Per tant, els Mailovs van decidir erigir un edifici de la seva propietat superant la falta de tacte de la cantant. El 1910, la famosa soprano russa Antonina Nezhdanova va visitar Bakú donant diversos concerts en diferents clubs i llocs d'espectacles.
Segons el promès, Taghiyev va pagar totes les despeses. La inauguració oficial del Teatre dels Mailovs estava programat en 28 de febrer de 1911.